# Bussy-le-Repos, Marne

Bussy-le-Repos este o comună în departamentul Marne, Franța. În 2009 avea o populație de 119 de locuitori.